# Гипокальциемический криз
Ги́покальциеми́ческий криз (острый гипопаратиреоз, острая паращитовидная недостаточность, паратиреоидная тетания) — остро развивающееся патологическое состояние в результате снижения выработки паратгормона на фоне недостаточности паращитовидных желез, приводящей к резкому снижению кальция в плазме крови.

## Определение
Термин «тетания» не совсем тождественен понятию «острый гипопаратиреоз». Тетания — лишь симптом гипопаратиреоза; тетанический симптомокомплекс может возникнуть при различных патологических состояниях, непосредственно не связанных с нарушением функции паращитовидных желез.

## Этиология
Гипокальциемический криз (тетания) в большинстве случаев развивается после оперативных вмешательств на щитовидной железе как результат случайного удаления или травматизации околощитовидных желез. Признаки паратиреоидной тетании могут появиться через несколько часов, реже через 1—2 дня после операции. Тетания может развиться и через несколько недель.
Иногда тетания возникает вследствие инфекционно-токсического поражения паращитовидных желез; в результате воздействия радиоактивного йода, применявшегося в терапевтических целях; метастазирования злокачественных новообразований. Известны случаи тетании при туберкулёзе, амилоидозе паращитовидных желез, при кори и гриппе. Гораздо реже тетания бывает проявлением идиопатического гипопаратиреоза.
У детей описана тетания новорожденных, которую связывают с недостатком паратгормона. Считают, что у новорожденных функция паращитовидных желез подавляется в связи с гиперкальциемией или гиперпродукцией паратгормона у матери во время беременности. Это состояние усугубляется кормлением коровьим молоком, содержащим много фосфора, а также несостоятельностью функции почек у новорожденных, ограничивающей фосфатурию. Кроме тетании новорожденных, гипокальциемии у детей первых месяцев жизни встречаются редко, они учащаются у детей 6—12 месяцев жизни и снова снижаются после достижения трёхлетнего возраста. Неадекватное лечение, различные эмоциональные и физические перегрузки, травмы, интоксикации, воспалительные и инфекционные процессы провоцируют у пациентов с паратиреоидной недостаточностью острые приступы тетании.

## Клиническая картина
Гипокальциемический криз (острая тетания) развивается при снижении уровня кальция плазмы крови до 1,25—1,175 ммоль/л.
Симптомы гипокальциемического криза
Клиническая картина криза весьма характерна: болезненные тонические судороги, поражающие симметричные группы мышц, конвульсии и затруднение дыхания. Нередко тетании предшествуют онемение конечностей, парестезии ("ползание мурашек по телу"). Ощущение спазмов сгибательных мышц конечностей, сардоническая улыбка, "рыбий рот" за счет спазма мышцы, окружающей рот, сжатие челюстей (тризм), "рука акушера", опистотонус - вот симптомы, характеризующие внешние проявления тетании. Вследствие судорожных сокращений дыхательных мышц (межреберных, живота, диафрагмы) может нарушаться дыхание. Одновременно в результате поражения вегетативной нервной системы наблюдаются профузное потоотделение, колики, бронхоспазм, изменение артериального давления, понос, полиурия. Криз может сопровождаться острыми психическими расстройствами, чаще по типу галлюцинаторного или депрессивного психоза, хотя сознание обычно сохранено. Спазмы полых органов живота, протекающие под маской аппендицита, холецистита и других острых заболеваний органов брюшной полости, могут быть приняты за показание (необоснованное) к оперативному вмешательству. Особенно опасен спазм мускулатуры гортани, который может привести к асфиксии. В остальном криз не представляет непосредственной угрозы для жизни больного, хотя и причиняет ему немалые страдания, такие как диплопия, сжимающие боли за грудиной, опоясывающие боли в грудном отделе.